# Sirius (nave)
Sirius è stata una nave di proprietà di Greenpeace. Costruita con le più moderne tecnologie presso il cantiere Boele nei Paesi Bassi nel 1950, e varata nel 1951. La nave, era originariamente adibita al servizio piloti nel porto di Amsterdam, è stata quindi dismessa e venduta a Greenpeace nel 1981 mentre si trovava nel bacino di carenaggio.

## Descrizione
Una volta proprietà di Greenpeace Olanda è stata riparata, riammodernata e ridipinta. Ci sono volute dieci settimane per dotarla della sua definitiva veste: lo schema dei colori della nave fu trasformato in un guscio verde con i colori dell'arcobaleno e una colomba bianca della pace con un ramoscello di ulivo nel becco è stata dipinta sulla prua. La Sirius è stata inoltre dotata dei sistemi di navigazione più moderni, di nuovi impianti di comunicazione come il sistema Inmarsat, gommoni per le azioni in mare e zattere autogonfiabili di salvataggio. Alcuni ambienti interni sono stati trasformati per lo scopo della nave, come una camera oscura per lo sviluppo e la stampa di fotografie. La mensa è diventata un ambiente multifunzionale adibito a sala riunione e come sala stampa, e dotato di un proiettore con relativo schermo.
La Sirius ha servito come nave ammiraglia di Greenpeace Olanda fino al 1998, dopo di che è stata messa a riposo. Il motore e il timone vennero rimossi per non dover pagare le spese previste per una nave in grado di navigare.
È stata ormeggiata ad Amsterdam dove divenne un centro sull'educazione ambientale dedicato principalmente ai giovani, e offrendo ai visitatori un tour sulla nave.
Nel febbraio del 2018 venne demolita in maniera ecologica nel cantiere olandese Treffers ad Harlem.